# Белорусский музыкальный театр
Заслуженный коллектив Республики Беларусь «Белорусский государственный академический музыкальный театр» (бел. Беларускі дзяржаўны акадэмічны музычны тэатр) — один из двух белорусских музыкальных театров (вместе с Государственным театром оперы и балета Республики Беларусь).

## История
Создан в 1970 году. До 2000 года назывался «Государственный театр музыкальной комедии Беларуси».
Свой первый театральный сезон открыл 17 января года  спектаклем "Поет «Жаворонок» белорусского композитора Юрия Семеняко. Творческая судьба театра складывалась непросто. Первое десятилетие существования коллектив, не имея своего помещения, был вынужден странствовать по разным сценическим площадкам города. В году  театр, наконец, получил собственное здание по улице Мясникова, 44, в котором 15 октября открыл свой двенадцатый сезон опереттой Иоганна Штрауса «Летучая мышь».
За время существования театра на его сцене было поставлено более ста спектаклей, многие из которых вошли в золотой фонд национальной культуры, стали значительными событиями в культурной жизни страны.
На сцене Музыкального театра получили право первой постановки произведения белорусских авторов: «Павлинка», «Неделя вечной любви», «Степан — великий пан» Юрия Семеняко, «Нестерка» и «Судный час» Григория Суруса, «Денис Давыдов» Андрея Мдивани, «Миллионерша» Евгения Глебова, «Весенняя песня» и «Приключения в замке Алфавит» Виктора Войтика, «Джулия» и «Стакан воды» Владимира Кондрусевича.
В сегодняшнем репертуаре театра более пятидесяти разножанровых спектаклей. В афише представлены классическая оперетта, мюзикл, музыкальная комедия, комическая опера, рок-опера, балет, спектакли для детей, разноплановые концертные программы.
В театре работают народные артисты Беларуси Наталия Гайда, Екатерина Фадеева; заслуженные артисты Республики Беларусь Василий Сердюков, Вениамин Захаров, Маргарита Александрович, Антон Заянчковский, Людмила Станевич, Виктор Циркунович; заслуженный работник культуры Республики Беларусь Адам Мурзич; заслуженный артист России Алексей Кузьмин; заслуженный работник деятель культуры России Михаил Ковальчик; лауреаты международных и республиканских творческих конкурсов.
В разные годы на сцене театра работали:
- народные артисты Беларуси Владимир Иванов, Нина Давыденко, Виктория Мазур, Константин Кузнецов, Владимир Петров, Петр Ридигер;
- народный артист РСФСР Геннадий Проваторов;
- заслуженные артисты Республики Беларусь Натэлла Дадишкилиани, Вячеслав Фоменко, Александр Фурман, Григорий Харик, Виктор Шевкалюк, Дина Иванова, Константин Лосев, Виктор Баженов, Елизавета Матисова, Герман Козлов, Юрий Лазовский, Жанна Лебедева, Валентина Петлицкая, Алексей Исаев, Юлия Дятко, Людмила Рябушко;
- заслуженный артист Украины и заслуженный артист Республики Беларусь Арнольд Ранцанц;
- заслуженный артист РСФСР и заслуженный артист Республики Беларусь Нина Ревинская;
- заслуженный деятель культуры Беларуси Евгений Ждан;
- заслуженный артист БССР и заслуженный деятель искусств БССР Иосиф Абрамис;
- заслуженный деятель искусств Республики Беларусь Анатолий Лапунов; заслуженные артисты РСФСР Владимир Дегтев и Нина Дьяченко;
- заслуженный артист России Светлана Лугова.

Значительные заслуги театра в развитии белорусского музыкального искусства послужили основанием для смены статуса коллектива и его переименования. В 2000 году Государственный театр музыкальной комедии Беларуси был переименован в Белорусский государственный музыкальный театр, в году  ему было присвоено почетное звание «Заслуженный коллектив Республики Беларусь», а в 2009-ом — статус «академический».
На сегодняшний день Белорусский государственный академический музыкальный театр — это одно из крупнейших театрально-зрелищных учреждений Беларуси. Театр имеет высокую репутацию у зрителей и коллег-профессионалов из разных стран, является одним из самых популярных, любимых и посещаемых театров республики. За год театр посещает более 250 тысяч человек, а творческие проекты, которые проходят на открытом воздухе, гастрольные спектакли и концерты одновременно могут увидеть несколько тысяч человек.
Важную роль Музыкальный театр отводит работе со зрителями — организации льготного или на бесплатной основе посещения спектаклей и концертных программ Музыкального театра пожилыми людьми, инвалидами, ветеранами, детьми из многодетных семей, детьми-сиротами, детьми-инвалидами. Организовывает ежегодные выездные концерты для пожилых людей и ветеранов (ко Дню Победы, Дню Независимости, Дню пожилого человека). Сотрудничает с учреждениями образования по вопросу посещения детьми и молодежью театра, проводит тематические экскурсии и встречи с артистами театра. В фойе театра постоянно проводятся тематические выставки, в том числе и фотовыставки сотрудников театра.
На базе Музыкального театра проводятся многие общественно значимые мероприятия республиканского, городского, районного уровня, в подготовке и проведении которых коллектив принимает самое активное участие, оказывает действенную помощь.
Любят и знают коллектив театра не только в столице, но и областных, районных и других населенных центрах, где каждое выступление театра значительное событие культурной жизни. Театр — долгожданный гость и в ближнем зарубежье. Начиная с 2010 года коллектив начал развивать свою гастрольную географию, в первую очередь, со специальными проектами по Республике Беларусь и по странам СНГ и ближнего зарубежья в рамках программ межгосударственного культурного обмена.
Основной целью Белорусского государственного академического музыкального театра является сохранение культурных традиций белорусского народа, развитие творческих принципов национального музыкального сценического искусства в современных условиях, создание спектаклей, концертов, способствующих нравственному, эстетическому и культурному воспитанию подрастающего поколения, создание условий для диалога европейских культур и формирование общеевропейского культурного пространства.
Неоднократно становился лауреатом проводимой с 2011 года Национальной театральной премии Беларуси.

## Архитектура театрального здания
Новое здание театра построено в июле 1981 года с использованием прежнего здания дома культуры тонкосуконного комбината. Руководитель архитектурного проекта ― О. Ткачук, коллектив проекта: архитектор В. Тарновский, архитектор А. Шороп, архитектор И. Карпов, инженер В. Кацнельсон, скульптор Л. Зильбер.
Здание театра, построенного в стиле послевоенного советского модернизма, является одной из самых выдающихся белорусских построек своего времени. Сочетание поверхности из светлого известняка с замысловатой структурой планировки делает его одним из редких примеров зданий с индивидуальным и локальным почерком. Оно сочетает в себе своеобразность советских общественных зданий с западно-европейскими архитектурными тенденциями экспрессионизма и брутализма.
На фасаде над входом в театр установлено 5 аллегорических скульптур муз из кованой меди, олицетворяющих искусства музыкального театра: поэзия, музыка, драма, изобразительное искусство, танец. Важную роль в образной характеристике композиции играют детали ― музыкальные инструменты, крылатый Пегас, маски, драпировки одежд и т. д.
Существенным декоративным элементом является своеобразная пластически развитая консоль, замыкающая композицию каждой скульптуры сверху и снизу. При разработке формы консоли художник использовал элементы архитектурного декора здания (оформление окон, завершение боковых фасадов). Скульптурная композиция на 3 метра выдвинута от стены. Такая пространственная композиция придаёт фасаду образно-пластическую завершённость.
Насыщенная бликами и цветовыми переходами от красно-коричневого к почти чёрному, поверхность медных скульптур контрантирует со светло-серым цветом стены. Тень скульптур на стене создаёт дополнительный эффект.
У театра находится скульптурная композиция «Батлейка», оригинальной формы металлические фонари, широкая лестница.

## Руководство

### Директора
- Пукита, Сергей Александрович — директор театра (с 2019 года)
- Петрович, Александр Евгеньевич — директор театра (2010—2019)
- Исаев, Алексей Николаевич — директор театра-художественный руководитель (2001—2010)
- Бузук, Ростислав Леонидович — директор театра (1995—2001)
- Костин, Сергей Григорьевич — директор театра-художественный руководитель (1990—1995)

### Главные режиссёры
- Ковальчик, Михаил Станиславович — главный режиссёр (c 2014 года)
- Цирюк, Сусанна Юрьевна — главный режиссёр (2010—2013)
- Цюпа, Вячеслав Олегович — главный режиссёр (1984—1987)

### Художественный руководитель
- Мурзич, Адам Османович — художественный руководитель (с 2010 года)

### Помощники художественного руководителя
- Петрова, Светлана Борисовна — хормейстер (1992—1997), главный хормейстер (1997—2018), помощник художественного руководителя (с 2018 года)
- Шеляпина, Мария Яковлевна — артистка хора (1978—2010), директор хора (2010—2018), помощник художественного руководителя (с 2018 года)
- Баканов, Игорь Павлович — артист хора (2001—2012), хормейстер (2012—2015), помощник художественного руководителя (с 2018 года)

### Главный дирижёр
- Галяс, Юрий Васильевич — главный дирижёр (с 2013 года)
- Лесун, Олег Владимирович — главный дирижёр (2011—2013)

### Балетмейстеры
- Фадеева, Екатерина Юрьевна — народная артистка, главный балетмейстер труппы классического балета (с 2015 года)
- Дмитриева-Лавринович, Елена Владимировна — главный балетмейстер труппы балета оперетты и мюзикла (c 2012 года)
- Иванов, Владимир Владимирович — народный артист, главный балетмейстер классического балета (2010—2015)

### Главные художник, художники-постановщики
- Меренков, Андрей Михайлович — главный художник (с 2012 года)
- Подкопаев, Илья Николаевич — художник-постановщик (с 2018 года)

### Художники по свету
- Пустовалова, Екатерина Владимировна — художник по свету (с 2019 года)
- Озеран, Сергей Владимирович — главный художник по свету (2012—2019)

### Главные звукорежиссёры
- Джейгало, Алексей Николаевич - главный звукорежиссер (с 2020 года)
- Боярович, Денис Кириллович — главный звукорежиссёр (2019-2020)
- Шкут, Александр Александрович — главный звукорежиссёр (2015—2018)

## Труппа

### Режиссёры-постановщики
- Ковальчик, Михаил Станиславович
- Чигилейчик, Валерия Михайловна

### Артисты-вокалисты
- Гайда, Наталия Викторовна — заслуженная артистка Белорусской ССР, народная артистка Беларуси, обладательница медали Франциска Скорины, обладательница ордена Франциска Скорины
- Кузьмин, Алексей Алексеевич — заслуженный артист России
- Сердюков, Василий Васильевич — заслуженный артист Республики Беларусь
- Александрович, Маргарита Викторовна — лауреат международного конкурса, обладатель медали Франциска Скорины, заслуженная артистка Республики Беларусь
- Алимирзоев, Анзор Расимович
- Беляева, Анна Александровна — дипломант международного конкурса
- Гелах, Александр Викторович
- Глух, Наталья Станиславовна — лауреат международного конкурса
- Дегтярева, Екатерина Александровна — лауреат международного конкурса
- Дементьева, Наталья Викторовна — лауреат международного конкурса, обладатель медали Франциска Скорины
- Ермаков, Евгений Николаевич — лауреат международного конкурса
- Жбанкова-Стриганкова, Виктория Геннадьевна — лауреат международного конкурса
- Заянчковская, Ирина Владимировна — артистка-вокалистка, обладатель медали Франциска Скорины
- Заянчковский, Антон Вацлавович — артист хора (1993—1998), артист-вокалист (с 1998 года), обладатель медали Франциска Скорины, заслуженный артист Республики Беларусь
- Казакевич, Илона Сергеевна — лауреат международного конкурса
- Круковский, Александр Юрьевич — артист балета (2002 —), артист-вокалист (2004—2014)
- Кузьмицкая, Лидия Александровна — лауреат международного конкурса, лауреат Национальной театральной премии, обладатель медали Франциска Скорины
- Ирина Кучинская — лауреат международных конкурсов
- Лукашевич, Алла Вячеславовна
- Лют, Леся Николаевна — лауреат международного конкурса, обладатель медали Франциска Скорины
- Мазур, Виктория Николаевна — народная артистка Беларуси (1970—2002)
- Мальцевич, Денис Алексеевич — лауреат международного конкурса
- Матиевский, Дмитрий Валентинович — дипломант международного конкурса
- Мациевская, Светлана Викторовна — лауреат международного конкурса
- Морозов, Андрей Юрьевич — лауреат международных конкурсов (2010—2015)
- Немцов, Денис Юрьевич — лауреат международного конкурса
- Осипец, Александр Владимирович — дипломант международного конкурса
- Прохоров, Олег Михайлович — лауреат международных конкурсов (2009—2014)
- Спруть, Сергей Сергеевич — лауреат международных конкурсов
- Станевич, Людмила Ивановна — обладатель медали Франциска Скорины, заслуженная артистка Республики Беларусь
- Станкевич, Екатерина Владимировна
- Сутько, Сергей Алексеевич — лауреат международного конкурса
- Сучкова, Людмила Викторовна (1982—2017)
- Циркунович, Виктор Леонидович — лауреат международного конкурса, обладатель медали Франциска Скорины, лауреат Национальной театральной премии, заслуженный артист Республики Беларусь
- Якубович, Дмитрий Николаевич — лауреат международных конкурсов
- Кондратина, Вера Юрьевна
- Корнелюк, Светлана Степановна — артист хора (2009—2016), артист-вокалист (с 2016 года)
- Вайнилович, Эдуард Михайлович
- Савоневский, Илья Александрович
- Жаров, Сергей Сергеевич

### Ансамбль солистов
- Булда, Мария Вячеславовна  — сопрано
- Вальчук, Валерия Павловна  — сопрано
- Гурина (Магаревич), Ирина Вадимовна — сопрано
- Исаева (Дудко), Татьяна Васильевна — сопрано
- Каминская, Алла Михайловна — сопрано
- Руссиянова (Жило), Виктория Владимировна — сопрано
- Холматова, Мария Петровна — сопрано
- Юрочкина, Анна Сергеевна — сопрано
- Лобанова, Анна Александровна — альт, лауреат международного конкурса
- Кучинская, Елена Олеговна — альт
- Марчик, Анна Станиславовна — альт
- Поклад, Татьяна Валерьевна — альт
- Грудинская - Пугачёва, Екатерина Александровна — альт
- Юшкевич, Ольга Анатольевна — альт, лауреат международного конкурса
- Баканов, Игорь Павлович — тенор
- Кононов, Леонид Иванович — тенор
- Якимович, Никита Васильевич — тенор
- Азаров, Денис Николаевич — баритон
- Грицев, Роман Вячеславович — баритон
- Жудренок, Владислав Петрович — баритон
- Левковец, Пётр Николаевич — баритон
- Секацкий, Руслан Игнатьевич — баритон
- Сенькин, Дмитрий Николаевич — баритон

### Классический балет
- Фадеева, Екатерина Юрьевна — народная артистка Беларуси, главный балетмейстер труппы
- Лебедева, Жанна — заслуженная артистка Беларуси, балетмейстер-репетитор
- Красноглазов, Виталий Александрович — дипломант международного конкурса, балетмейстер-репетитор
- Костюченко, Александра — концертмейстер
- Свердлова, Юлия — концертмейстер
- Козинец, Владислав Наумович — артист балета (1971—1989), директор классического балета (2010—2018)
- Серко Ольга Юрьевна — артист балета (1992—2018), директор классического балета (с 2018 года)
- Андрейченко, Георгий Сергеевич
- Бобков, Никита Акимович
- Боровнев, Виталий Леонидович
- Боровская, Яна Анатольевна
- Войтекунас, Ирина Стефановна (с 2009 года)
- Гарунович, Полина Геннадьевна
- Герасимович, Виолетта Сергеевна
- Глух, Сергей Сергеевич (2002—2014, с 2015 года)
- Гончарик, Игорь Викторович
- Грабовская, Маргарита Сергеевна
- Денисюк, Иван Станиславович
- Донская, Анна Андреевна
- Дорохович, Надежда Александровна
- Ермолаева, Татьяна Павловна
- Ито, Ририко
- Ивакири, Рина
- Кот, Артем Сергеевич
- Лазовик, Дмитрий Валентинович — дипломант международного конкурса
- Неборская, Дарья Александровна
- Осипова, Катарина Викторовна
- Паламар, Дарья Андреевна
- Партуш, Майк
- Позлевич, Владислав Игоревич — артист балета (2013—2019)
- Полукчи, Никита Юрьевич
- Раковская, Александра Владимировна
- Сезончик, Кирилл Геннадьевич
- Синькевич, Оксана Николаевна — артист балета (1996—1998, 2006—2014), ассистент режиссёра (с 2014 года)
- Сливкина, Юлия Александровна
- Станкевич, Ксения Геннадьевна — дипломант международного конкурса
- Сузуки, Мику — дипломант международного конкурса
- Тарасевич, Галина Михайловна
- Умеренков, Николай Александрович
- Ханцевич Кристина Святославовна
- Янович, Ольга Анатольевна — артист балета (1993—2017), ведущий специалист организационно-творческого отдела (с 2017 года)

### Балет оперетты и мюзикла
- Елена Дмитриева-Лавринович — главный балетмейстер
- Владимир Крупский — репетитор
- Александра Красноглазова — ассистент главного балетмейстера
- Игорь Вершинин — ассистент главного балетмейстера
- Юми Фудзивара — ассистент главного балетмейстера
- Богданова Ольга Федотовна
- Волкова Юлия Игоревна
- Василевский Никита Андреевич
- Вершинин Игорь Игоревич
- Врублевский Анатолий Владимирович
- Герцев Алексей Сергеевич
- Жуков Владимир Михайлович
- Иванцова Любовь Викторовна
- Каранкевич Людмила Александровна
- Коваль Кирилл Александрович
- Котова Анна Владимировна
- Курганович Евгений Игоревич
- Лобанов Валентин Юрьевич
- Лазовый Валерий Дмитриевич
- Лю Шуай
- Маркелевич Карина Тадеушевна
- Марченко Анжела Владимировна
- Панасик Татьяна Игоревна
- Покубят Александр Владимирович
- Полицковская Надежда Геннадьевна
- Серченя Татьяна Михайловна
- Сидорова Анна Олеговна
- Скачек Екатерина Александровна
- Стадникова Анна Николаевна
- Сурконт Дмитрий Андреевич
- Фролова Елена Валентиновна
- Фудзивара Юми
- Чиркун Екатерина Николаевна

### Оркестр
- Юрий Галяс — лауреат международного конкурса, главный дирижёр
- Николай Макаревич — дирижёр
- Марина Третьякова — дирижёр
- Татьяна Пшонь — директор оркестра
- Ранцева Юлия Григорьевна — первая скрипка
- Кошевар Александр Евгеньевич — первая скрипка
- Пукст Екатерина Евгеньевна (лауреат международных конкурсов) — первая скрипка
- Новикова Василина Анатольевна — первая скрипка
- Божко Дарья Леонидовна — первая скрипка
- Лавшук Евгения Валентиновна — первая скрипка
- Дуцкая Екатерина Николаевна — первая скрипка
- Бондаренко Юлия Сергеевна — первая скрипка
- Карпинская Оксана Викторовна — первая скрипка
- Хрекова Анжелика Евгеньевна (лауреат международного конкурса) — вторая скрипка
- Дурейко Кристина Здиславовна — вторая скрипка
- Чабровский Евгений Адамович — вторая скрипка
- Альферович Дмитрий Олегович — вторая скрипка
- Зупарова Наталья Александровна — вторая скрипка
- Стукач Татьяна Тимофеевна — альт
- Маркман Татьяна Анатольевна — альт
- Шаргаева Екатерина Михайловна — альт
- Мацулевич Ольга Ивановна — альт
- Бурак Анастасия Васильевна — альт
- Зебрина Александра Владимировна — альт
- Химорода Владимир Францевич — альт
- Шепеткин Геннадий Владимирович — виолончель
- Кажгалиева Галина Викторовна — виолончель
- Балыш Александр Викторович — виолончель
- Алексейчик Лариса Александровна — виолончель
- Парахневич Надежда Владимировна — виолончель
- Иванова Анна Анатольевна — виолончель
- Бредихина Людмила Ивановна — контрабас
- Ковган Александр Владимирович (дипломант национального конкурса) — контрабас
- Чарыева Тереза Машекеевна (лауреат международного конкурса) — арфа
- Хрекова Фридерика Альфредовна — арфа
- Предко Мария Валерьевна — флейта
- Михалевич Ирина Анатольевна (лауреат международного конкурса) — флейта
- Реутович Марина Евгеньевна — флейта
- Шафрановская Анна Викторовна (дипломант международного конкурса) — флейта
- Тумаркин Сергей Михайлович (лауреат национального конкурса) — гобой
- Савич Александр Витальевич — гобой
- Алесюк Денис Анатольевич — гобой
- Стецюк Сергей Игоревич (лауреат международных конкурсов) — гобой
- Некрасов Владислав Александрович — кларнет
- Дуцкий Игорь Владимирович (лауреат международных конкурсов) — кларнет
- Пашкевич Владимир Юрьевич — кларнет
- Фролов Алексей Валерьевич (лауреат международных конкурсов) — фагот
- Трубин Егор Александрович — фагот
- Никоноров Олег Александрович — труба
- Величко Антон Александрович — труба
- Шестаков Александр Владимирович — труба
- Казаков Антон Юрьевич — труба
- Яриновский Виктор Иосифович — туба
- Тупицын Сергей Валерьевич — валторна
- Ткачев Юрий Николаевич — валторна
- Сахацкий Александр Михайлович — валторна
- Пасько Виктор Борисович — валторна
- Могилевцев Артем Дмитриевич — валторна
- Акулич Сергей Александрович — валторна
- Ромич Максим Николаевич — валторна
- Михалевич Андрей Сергеевич — тромбон
- Грудина Павел Геннадьевич — тромбон
- Семенов Сергей Владиславович — тромбон
- Чернушевич Виталий Олегович — тромбон
- Краснобаев Владимир Владимирович — тромбон
- Белокуров Андрей Николаевич — тромбон
- Кучейко Вадим Александрович — бас-гитара
- Нехай Юрий Анатольевич — гитара
- Бахур Вячеслав Владимирович — ударные
- Дехтерук Андрей Владимирович — ударные
- Рабизо Александр Николаевич — ударные
- Николащенко Роман Александрович — ударные
- Синькова Полина Александровна — синтезатор, фортепиано
- Мамон Светлана Валерьевна — синтезатор, фортепиано
- Кучеренко Иван Игоревич — синтезатор, фортепиано

## Награды
- Специальная премия Президента Республики Беларусь деятелям культуры и искусства (4 января 2006 года)— за подготовку цикла концертных программ, посвященных 60-летию освобождения Беларуси от немецко-фашистских захватчиков и 60-летию Победы советского народа в Великой Отечественной войне, активную концертно-гастрольную деятельность[1].